# What Josiah Saw
What Josiah Saw é um filme de suspense e terror psicológico estadunidense de 2021 dirigido por Vincent Grashaw.

## Elenco
- Robert Patrick como Josiah Graham
- Nick Stahl como Eli Graham
- Scott Haze como Thomas Graham
- Kelli Garner como Mary Milner
- Jake Weber como Boone
- Tony Hale como Ross Milner
- Ronnie Gene Blevins como Billy
- Dana Namerode como Gypsy Gina
- Riley Kahn como garotinha

## Produção
As filmagens foram finalizadas em dezembro de 2019, em Oklahoma.

## Lançamento
O filme fez sua estreia mundial no Fantasia International Film Festival em 13 de agosto de 2021.

## Recepção
No Rotten Tomatoes, 90% das 42 resenhas dos críticos são positivas, com nota média de 7,30/10. O consenso do site diz: "What Josiah Saw pode ser implacavelmente desagradável para alguns espectadores, mas esse olhar lento sobre o trauma geracional deixa um impacto duradouro e de pesadelo".
Brian Tallerico, do RogerEbert.com, deu uma crítica positiva ao filme e escreveu que o filme "é assumidamente brutal, o tipo de drama assustador que parece perturbador e perigoso mesmo em seus momentos tranquilos e dirigidos pelo personagem".